# Iyayi Atiemwen
Iyayi Believe Atiemwen (Ogbe, 24. siječnja 1996.) nigerijski je nogometaš koji igra na poziciji lijevog krila. Trenutačno igra za sjevernomakedonski klub Gostivari.

## Klupska karijera

### Dogan Türk Birligi
Do 26. rujna 2014. godine bio je igrač nigerijskog kluba Bendel Insurance kada prelazi u ciparski klub Dogan Türk Birligi.

### Kayseri Erciyesspor
Dana 26. siječnja 2016. godine prelazi u turski klub Kayseri Erciyesspor za 50 tisuća eura. Za Kayseri Erciyesspor debitirao je 17. travnja 2016. godine u 3:1 gostujućem porazu protiv Sanliurfaspora. Na idućoj utakmici za Kayseri Erciyesspor postiže svoj prvi gol i to u 4:2 porazu protiv Altınordua 23. travnja 2016. godine. Na ljeto prelazi u Caykur Rizespor za nepoznatu svotu.

### Caykur Rizespor
Za Caykur Rizespor debitirao je i zabio jedini pogodak na domaćoj utakmici protiv Akhisarspora 11. rujna 2016. godine.

### Sanliurfaspor (posudba)
Od 11. siječnja do 30. lipnja 2017. godine posuđen je Sanliurfasporu. Za Sanliurfaspor je debitirao 19. siječnja 2017. godine u 2:0 gostujućoj pobjedi protiv Kirklarelispora. Jedini pogodak za Sanliurfaspor postigao je u 4:2 gostujućoj pobjedi protiv Denizlispora 19. travnja 2017. godine.

### Manisaspor (posudba)
Od 12. srpnja do 29. prosinca 2017. godine bio je posuđen Manisasporu. Za Manisaspor je debitirao 12. kolovoza 2017. godine u 4:1 gostujućem porazu protiv Caykur Rizespora. Jedini pogodak za Manisaspor postigao je u 1:0 gostujućoj pobjedi protiv Giresunspora 22. listopada 2017. godine.

### Gorica
Dana 15. veljače 2018. godine prelazi u Goricu bez odštete. Za Goricu je debitirao 10. ožujka 2018. godine u 3:0 domaćoj pobjedi protiv Hajduka II 10. ožujka 2018. godine. Prvi gol u dresu Gorice zabio je u 2:0 domaćoj pobjedi protiv Lučkog 24. ožujka 2018. godine. Te je sezone Gorica osvojila 2. HNL, a Atiemwen je zabio 5 gola u 13 utakmica. U 1. HNL debitirao je u 2:0 gostujućem porazu protiv Rijeke 28. srpnja 2018. godine. Atiemwen je u prvom dijelu sezone zabio 7 golova u 17 utakmica. Atiemwen je završio na 3. mjestu u Tportalovom izboru za najboljeg igrača 1. HNL. Nagradu je osvojio Dani Olmo, a drugo mjesto zauzeo je Héber.

### Dinamo Zagreb
Dana 25. siječnja 2019. godine prelazi u zagrebački Dinamo za 2,65 milijuna eura. Time je postao tadašnji drugi najskuplji igrač u povijesti Dinama (najskuplji je tada bio Marko Rog za kojeg je Dinamo Splitu platio 5 milijun eura). Za Dinamo je debitirao u 7:2 domaćoj pobjedi protiv Rudeša 2. veljače 2019. godine. U UEFA Europskoj ligi debitirao je u 2:1 domaćem porazu protiv Viktorije Plzeň 14. veljače 2019. godine. Prvi gol u dresu Dinama zabio je u 3:0 domaćoj pobjedi Osijeku 17. veljače 2019. godine. U Hrvatskom nogometnom kupu debitirao je u finalu protiv Rijeke 22. svibnja 2019. godine. Rijeka je osvojila kup s 3:1 pobjedom. Prvi gol u Hrvatskom nogometnom kupu zabio je u 7:0 gostujućoj pobjedi Karlovcu 1919 24. rujna 2019. godine. U UEFA Ligi prvaka debitirao je u 2:0 gostujućem porazu protiv Manchester Cityja 1. listopada 2019. godine.
Od 10. veljače do 26. kolovoza 2020. godine bio je posuđen zagrebačkoj Lokomotivi. Za Lokomotivu je debitirao 14. veljače 2020. godine u 2:0 domaćoj pobjedi protiv Istre 1961. Jedini gol u dresu Lokomotive zabio je u 3:1 gostujućoj pobjedi protiv Gorice 9. ožujka 2020. godine.
Prvi gol u UEFA Europskoj ligi za zagrebački Dinamo zabio je 5. studenog 2020. u 1:0 domaćoj pobjedi protiv Wolfsbergera.

### Omonia (posudba)
Dana 14. srpnja 2021. godine odlazi na jednogodišnju posudbu u ciparski klub Omoniju. Za Omoniju je debitirao 10. kolovoza u kvalifikacijskoj utakmici UEFA Europske lige 2021./22. u kojoj je Flora Tallinn poražena na penalima. U svojoj idućoj utakmici za klub, odigranoj devet dana kasnije protiv belgijskog Royal Antwerpa koji je poražen 4:2, Atiemwen je postigao svoj prvi i jedini gol u dresu Omonije. U ligi je debitirao 12. rujna kada je Omonia izgubila 2:1 od AEK Larnake. U Europskoj ligi je debitirao četiri dana kasnije u utakmici bez golova protiv kazahstanskog Kajrata.

### Gorica (posudba)
Atiemwen se u veljači 2022. vratio s posudbe u Omoniju te je odmah potom posuđen Gorici. Za Goricu je ponovno debitirao 18. veljače protiv Slaven Belupa od kojeg je Gorica izgubila 0:3.

### Sheriff Tiraspol
Dana 29. lipnja 2022. Atiemwen je prešao iz Dinama u Sheriff Tiraspol.

## Priznanja

### Klupska
Gorica
- 2. HNL (1): 2017./18.

Dinamo Zagreb
- 1. HNL (2): 2019./20., 2020./21.
- Hrvatski nogometni kup (1): 2020./21.

Sheriff Tiraspol
- Super liga (1): 2022./23.
- Moldavski nogometni kup (1): 2022./23.

## Vanjske poveznice
- Iyayi Atiemwen, Soccerway
- Iyayi Atiemwen, Transfermarkt